# Cascavel Futsal Clube
A Associação Desportiva e Cultural de Cascavel, cujo nome fantasia é Cascavel Futsal, é um clube de futsal brasileiro da cidade de Cascavel, Paraná. Fundado em 3 de janeiro de 1991, está entre as principais equipes da modalidade. 
Nas últimas temporadas, se firmou como um clube competitivo no cenário nacional e internacional. Sua galeria de troféus conta com 2 Copa Libertadores, 1 Liga Nacional e 7 títulos do Campeonato Paranaense. No ano de 2022, foi premiado pelo Futsal Awards como o quarto melhor clube do mundo e, na temporada seguinte, alcançou a segunda colocação na Copa Intercontinental de Futsal.
Uma das equipes mais tradicionais do país, é o primeiro e único clube do Paraná a conquistar a América do Sul. Atualmente, é uma das franquias integrantes da Liga Nacional de Futsal, principal torneio de futebol de salão do Brasil.

## História
O clube iniciou suas atividades profissionais apenas em 1996, cinco anos após sua fundação, em 3 de janeiro de 1991, quando disputou os Jogos Abertos do Paraná e a Chave Prata (segunda divisão) do Campeonato Paranaense. Em 1998, venceu o título e conquistou a promoção à Série Ouro, elite do futsal do Paraná. O Cascavel encontrou um cenário de amplo domínio de Foz e São Miguel, equipes dominantes no torneio entre os anos de 1996 e 2002. Durante esse período, a Serpente obteve boas campanhas para um clube iniciante, a exemplo do terceiro lugar em 1997 e a quarta colocação em 2000 e 2001.
Na temporada de 2003, o Cascavel se sagrou campeão paranaense de futsal pela primeira vez em sua história. Com a melhor campanha tanto na primeira quanto na segunda fase, se classificou ao mata-mata com sobras e eliminou Francisco Beltrão nas semifinais. A final foi decidida em melhor de três contra o Toledo, no "Clássico da Soja": após empate por 1 a 1 na primeira partida e derrota por 2 a 1 na segunda, a vitória de 4 a 2 no jogo final selou o primeiro título cascavelense.
Não parou por aí: nos anos de 2004 e 2005, conquistou o tricampeonato de forma consecutiva contra São Miguel e Umuarama, respectivamente. Com os três troféus na galeria e o posto de segundo maior campeão estadual, ao lado do Foz, o Tricolor novamente fez história ao ingressar na Liga Nacional em 2006, passando a competir também com os grandes clubes do futsal nacional.
Em 2011, após dois vice-campeonatos nos estaduais de 2007 e 2010, o Cascavel voltou a conquistar o título contra o São Lucas. Depois de um empate por 3 a 3 na ida, uma vitória por 6 a 4 encerrou o jejum tricolor. Ainda naquele ano, registrou sua melhor campanha na Liga Nacional até então, chegando às quartas de final da competição. A boa participação parou contra o Santos, equipe de Falcão, que viria a ser campeão. Com a quinta melhor pontuação da primeira fase, a Serpente liderou seu grupo — que continha Floripa, Joinville e Atlântico — na fase seguinte e se classificou ao mata-mata. A eliminação veio logo depois, com placar agregado de 8 a 3 para os santistas.
No ano seguinte, o Cascavel se tornou o maior campeão do Paraná — posto que ocupa até hoje — ao vencer o pentacampeonato contra a Copagril. A partir de 2012, mesmo se mantendo como o clube com mais títulos paranaenses, o Tricolor enfrentou sete anos de jejum, com direito a dois vice-campeonatos nos anos de 2013, para a mesma Copagril, e 2014, para o Guarapuava.
Na temporada de 2020, a grande virada na história do Cascavel começou após passar por reformulação e voltar a conquistar o título do Campeonato Paranaense, alcançando o hexacampeonato. Após terminar a primeira fase com 100% de aproveitamento, encarou o rival Umuarama para reeditar as finais de 2005 e 2007. A equipe de Nei Victor, treinador que dirigiu a Serpente entre 1997 e 2018, venceu a partida de ida por 5 a 2. No jogo de volta, o Tricolor empatou a série ao triunfar por 4 a 1 e levou a decisão à prorrogação. Ao fim do tempo extra, os cascavelenses venceram por 2 a 0 e levantaram o troféu pela sexta vez.

O vitorioso ano de 2021 embalou com o heptacampeonato estadual diante do Campo Mourão, vencendo dois títulos em sequência pela terceira vez em sua história. Na Liga Nacional, o Cascavel se classificou ao mata-mata depois de alcançar o segundo lugar do grupo B, atrás apenas de Carlos Barbosa. Após eliminar Tubarão nas oitavas, Joaçaba nas quartas e ACBF nas semifinais, o clube chegou à sua primeira final de Liga. O adversário da final foi o Sorocaba, campeão da edição anterior. Na partida de ida, o Tricolor venceu por 3 a 1 em plena Arena Sorocaba e saiu em vantagem na decisão. Na volta, no Ginásio da Neva, uma goleada histórica de 6 a 0 confirmou o título nacional do Cascavel, que se tornou o segundo clube paranaense a alcançar o feito.

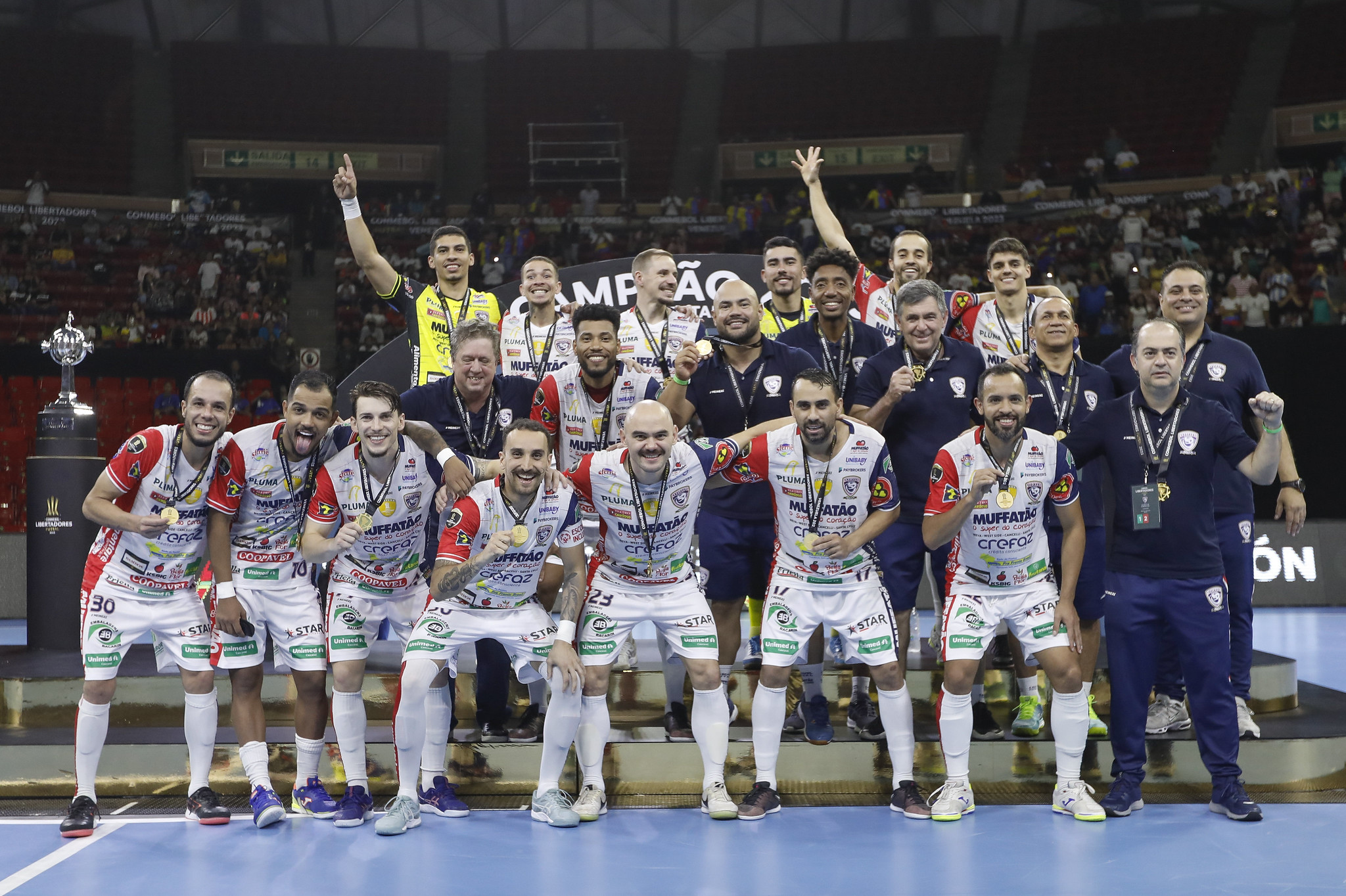
Elenco do Cascavel após conquistar o título da Copa Libertadores, em 2023.

No início de 2022, o Cascavel foi eleito pelo Futsal Awards, premiação da Futsal Planet chancelada pela FIFA, como o quarto melhor clube do futsal mundial. O futuro ainda guardava o que viria a ser o maior título da história tricolor: na Copa Libertadores, em Buenos Aires, a Serpente conquistou o continente pela primeira vez com uma campanha perfeita. Com seis vitórias em seis partidas, o troféu foi levantado com direito a virada na decisão contra o Peñarol, do Uruguai.
Não satisfeito em ser o único clube paranaense a conquistar a América, o Cascavel buscou o seu bicampeonato. Em final brasileira contra o Joinville, o Tricolor venceu por 3 a 1 em Caracas, na Venezuela, e ergueu mais uma taça da Libertadores. Zequinha, Gessé e Ernandes marcaram os gols cascavelenses, enquanto Roni descontou no minuto final. Mesmo com os dois títulos, não teve a mesma sorte na Copa Intercontinental: como o campeonato não foi realizado em 2022, a única chance de título mundial se tornou a edição de 2023, sediada em Foz do Iguaçu. A Serpente acabou ficando com o vice-campeonato ao perder nos pênaltis para o Palma de Mallorca, da Espanha, após empate por 3 a 3 no tempo normal.

## Ginásio
O Cascavel manda suas partidas no Ginásio da Neva, oficialmente nomeado como Ginásio Odilon Reinhardt, em Cascavel, Paraná. Com capacidade para aproximadamente 1.800 espectadores, é dividido com a equipe de futsal feminino Stein Cascavel. O local foi palco dos sete títulos paranaenses do Tricolor e da conquista da Liga Nacional de 2021.
Depois de sofrer com problemas estruturais, foi submetido a reformas para modernização do espaço. As melhorias incluíram: construção de cabines de imprensa, instalação de camadas de zinco para condicionamento térmico, novo piso flutuante de madeira sobre uma estrutura com amortecedores de borracha e, externamente, colocação de paver ao redor do ginásio e pintura de paredes, janelas e portas. Mesmo após as obras, a cobertura do ginásio ainda é uma das maiores preocupações.
Na temporada de 2024, após as reformas, o Cascavel voltou a atuar no Ginásio da Neva em partidas válidas pela Liga Nacional.

## Rivalidades

### Clássicos estaduais
Os clássicos protagonizados pelo Cascavel envolvem diversos clubes tradicionais do Paraná. Ao longo dos anos, com várias equipes se destacando e outras em decadência, a lista aumentou: Pato, São Miguel, Foz, Copagril, Guarapuava, Umuarama, Foz Cataratas, Chopinzinho, Marreco e Toledo são nomes que aparecem constantemente na história da Serpente.
Nas últimas temporadas, o "grande clássico paranaense" se tornou o duelo entre Cascavel e Pato, as únicas equipes do estado que venceram a Liga Nacional e frequentemente aparecem entre as mais competitivas do Brasil. Embora sejam as maiores potências do cenário estadual, nunca se enfrentaram em finais. Um confronto recente e importante entre ambos aconteceu nas oitavas de final da Liga Nacional de 2024, com um placar agregado de 4 a 2 que classificou o Pato.
Em campeonatos estaduais, o clube que mais fez frente ao Cascavel em decisões foi o Umuarama, com 2 títulos para os tricolores e um vice-campeonato, em 2007. Na cidade de Cascavel, o derby entre a Serpente e a Associação Cascavelense de Futsal, hoje extinta, ficavam em segundo plano devido à baixa competitividade do adversário — o Tricolor nunca saiu derrotado do clássico.

### Clássicos nacionais
Saindo do Paraná, o Cascavel também possui rivalidades, mesmo que em menor grau de intensidade. Os principais exemplos são o Sorocaba, adversário da final da Liga Nacional de 2021 e algoz na Copa Libertadores de 2024, e o Joinville, clube que derrotou para conquistar o bicampeonato continental, em 2023 — um fator relevante dessa final foi a presença de jogadores e técnico que fizeram história pelo Cascavel e se transferiram para a equipe catarinense, como o atual treinador do Benfica, Cassiano Klein.

## Títulos
| CONTINENTAIS | CONTINENTAIS                    | CONTINENTAIS | CONTINENTAIS                              |
|              | Competição                      | Títulos      | Temporadas                                |
| ------------ | ------------------------------- | ------------ | ----------------------------------------- |
|              | Copa Libertadores de Futsal     | 2            | 2022 e 2023                               |
| NACIONAIS    |                                 |              |                                           |
|              | Competição                      | Títulos      | Temporadas                                |
|              | Liga Nacional de Futsal         | 1            | 2021                                      |
| ESTADUAIS    |                                 |              |                                           |
|              | Competição                      | Títulos      | Temporadas                                |
| Paraná       | Campeonato Paranaense de Futsal | 7            | 2003, 2004, 2005, 2011, 2012, 2020 e 2021 |
| Paraná       | Taça Paraná de Futsal           | 1            | 2013                                      |

### Outras conquistas
- Campeonato Paranaense de Futsal - Segunda Divisão: 1998
- Jogos Abertos do Paraná: 1996, 2014 e 2021
- Copa TV Naipi de Futsal: 2000
- Copa Três Coroas de Futsal: 2020

### Campanhas de destaque
- Copa Intercontinental de Futsal: vice-campeão em 2023
- Liga Nacional de Futsal: 3º colocado em 2022 e 4º colocado em 2023
- Liga Sul de Futsal: vice-campeão em 2014
- Campeonato Paranaense de Futsal: vice-campeão em 2007, 2010, 2013, 2014 e 2022
- Taça Paraná de Futsal: vice-campeão em 2012 e 2014

### Outras categorias
- Campeonato Paranaense de Futsal Feminino: 2003
- Campeonato Paranaense de Futsal Sub-20: 2004 e 2005
- Campeonato Paranaense das Estrelas de Futsal: 2021
- Copa Kagiva de Futsal Feminino: 2019

## Elenco atual
Atualizado pela última vez em 4 de janeiro de 2025.